# Dättwil

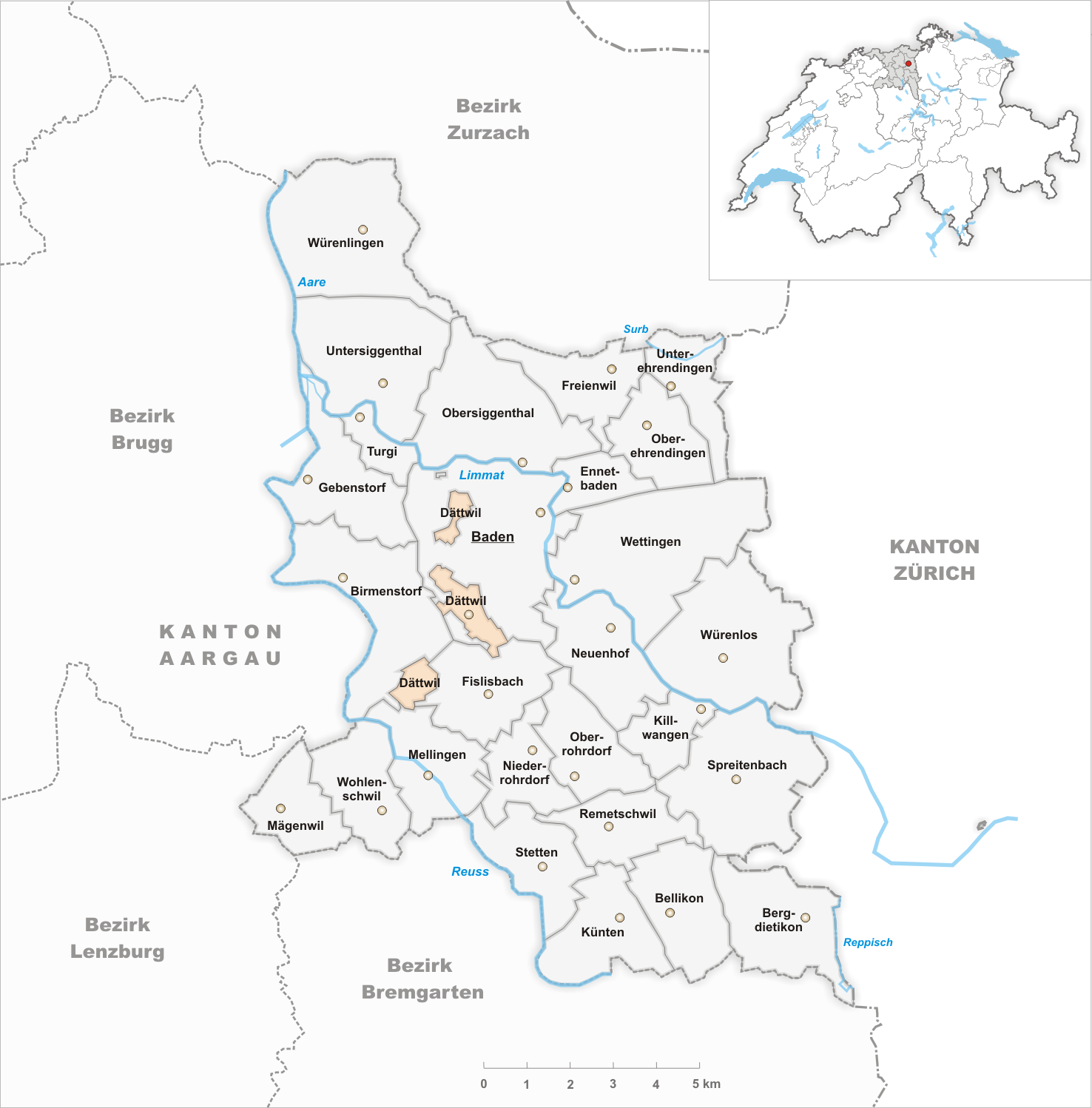
Gemeindestand vor der Fusion am 1. Januar 1962

Dättwil ist ein Dorf im Kanton Aargau in der Schweiz. Es liegt an einer Seitenmoräne zwischen dem Reusstal und dem Westhang des Heitersbergs. Ab 1804 bildete Dättwil mit den drei Exklaven Münzlishausen, Rütihof und Segelhof eine eigenständige Einwohnergemeinde. Seit 1962 gehört Dättwil zur Stadt Baden. 2017 zählte das Dorf knapp 3500 Einwohner, und ist Standort zahlreicher Industrie- und Gewerbebetriebe. In den letzten Jahrzehnten fand in Dättwil eine enorme Bautätigkeit statt. Dättwil ist nicht zu verwechseln mit dem homophonen Ortsteil Dätwil in der Gemeinde Andelfingen im Kanton Zürich.

## Geschichte
Die Gegend um Dättwil war wahrscheinlich bereits während der Bronzezeit besiedelt, wie ein im Jahr 1924 bei Ausgrabungen gefundenes Beil beweist. Etwa im 9. Jahrhundert rodeten alemannische Siedler den Wald und liessen sich nieder. Die erste urkundliche Erwähnung von Tetwiler erfolgte im Jahr 924. Der aus vier Höfen bestehende Ort diente ab dem 12. Jahrhundert als Dingstätte. Die Blutgerichtsbarkeit lag bei den jeweiligen Landesherren; es waren dies zunächst die Grafen von Lenzburg, ab 1173 die Grafen von Kyburg und ab 1273 die Habsburger.
1351 zogen Zürcher Truppen durch den Ostaargau. Ihr Vorhaben, die Einnahme der Stadt Baden, misslang. Sie brannten aber die Bäder nieder und plünderten die umliegenden Dörfer. In der Schlacht bei Dättwil konnten sie sich den Rückweg gegen habsburgische Truppen freikämpfen und die Beute in Sicherheit bringen. Im Jahr 1415 eroberten die Eidgenossen den Aargau. Dättwil lag fortan in der Grafschaft Baden, einer Gemeinen Herrschaft. In der Nähe des Dorfes stand der Galgen der Grafschaft. Dem Meier in Dättwil unterstanden auch die Bauern in Rütihof und Münzlishausen, die keiner Dorfgemeinschaft angehörten. Der Wald rund um Dättwil war ausschliesslich im Besitz der Stadt Baden.
Im Jahr 1740 siedelten sich zwei reformierte Bauernfamilien im katholisch gebliebenen Dättwil an. Sie bildeten den Anfang der reformierten Kirchgemeinde Badens (Reformierte durften sich in Baden selbst erst ab 1798 frei niederlassen, obschon dort bereits seit 1714 ein reformiertes Kirchengebäude existierte). Die Behörden der von Frankreich eingesetzten Helvetischen Republik schufen am 17. Mai 1798 aus Dättwil, Rütihof, Segelhof und Münzlishausen die Munizipalität Dättwil, die aus vier nicht miteinander verbundenen Gebieten bestand (siehe Karte).
Nach Inkrafttreten der Mediationsakte mussten im August 1803 in allen Aargauer Gemeinden die Gemeinderäte gewählt werden. Nur in Dättwil kam keine Wahl zustande, da die Orte sich untereinander zerstritten hatten und eine Vereinigung mit Baden anstrebten. Nach mehreren gescheiterten Vermittlungsversuchen ordnete der Kleine Rat am 12. September 1804 den Zusammenschluss Dättwils und der drei Exklaven zu einer eigenständigen Einwohnergemeinde an. Versehentlich waren auch der Weiler Muntwil und der Hof Eschenbach der neuen Gemeinde zugeschlagen worden, obwohl diese eigentlich zu Birmenstorf gehörten; dieser Fehler wurde anfangs 1805 korrigiert. Erst auf massivem Druck des Kleinen Rates wählte die Gemeinde Dättwil am 9. Dezember 1805 den ersten Gemeinderat. In den folgenden Jahrzehnten wuchs die in vier Teile gespaltene Gemeinde nur langsam, woran auch die Eröffnung der Bahnlinie der Schweizerischen Nationalbahn im Jahr 1877 wenig änderte. Im Jahr 1805 betrug die Einwohnerzahl 229; bis 1960 stieg sie auf 604 an (etwas mehr als die Hälfte davon in Rütihof).
Ab den 1940er Jahren gab es Bestrebungen, Dättwil nach Baden einzugemeinden. 1959 erhielt der Badener Stadtrat von der Gemeindeversammlung den Auftrag, eine entsprechende Vereinbarung auszuarbeiten. Die Gemeindeversammlung von Baden stimmte dem Fusionsvertrag mit deutlicher Mehrheit zu, in der Gesamtgemeinde Dättwil gab es eine Mehrheit von 96 zu 32 Stimmen. Die Zustimmung variierte jedoch stark: Während es in den Ortsteilen Münzlishausen und Rütihof fast keine Gegenstimmen gab, sprach sich eine knappe Mehrheit des grössten Ortsteils Dättwil dagegen aus und wurde folglich überstimmt. Nach der formellen Bestätigung des Ergebnisses durch den Grossen Rat erfolgte die Fusion am 1. Januar 1962.
Motivation für den Zusammenschluss waren insbesondere auf Seiten Badens die sich daraus ergebenden baulichen Entwicklungsmöglichkeiten. Das spätere Wachstum der Stadt erfolgte danach fast ausschliesslich in den eingemeindeten Stadtteilen. 1967 entstanden im Segelhof das Forschungszentrum der damaligen Brown, Boveri & Cie. und 1978 in Dättwil das Kantonsspital. Begünstigt durch die Eröffnung der Autobahn im Jahr 1970 wurden mehrere neue Wohnquartiere errichtet, die Einwohnerzahl vervielfachte sich.

## Wirtschaft
Grösster Arbeitgeber ist das Kantonsspital Baden. In Dättwil befindet sich die ausgedehnte Industrie- und Gewerbezone Täfern, die neben dem drei Kilometer nordöstlich gelegenen Stadtzentrum einen von zwei wirtschaftlichen Brennpunkten Badens bildet. Hier befindet sich unter anderem die Schweizer Niederlassung von Brother. Segelhof ist Standort des Forschungszentrums des Elektrotechnikkonzerns ABB.

## Verkehr
Dättwil liegt am Westportal des Bareggtunnels und ist seit 1970 über den Anschluss Baden West an die Autobahn A1 zwischen Zürich und Bern angebunden. Ebenfalls durch das Dorf führen die Hauptstrassen von Baden nach Lenzburg und Bremgarten. Diese gute Verkehrsanbindung und die Nähe zu Zürich sind Gründe für das starke Wachstum Dättwils seit den 1970er Jahren.
Die Erschliessung im öffentlichen Verkehr erfolgt durch mehrere Buslinien: Die Linien 6 und 7 der RVBW verbinden das Dorf mit Baden, Birmenstorf und Rütihof. Ausserdem führen Postautolinien vom Bahnhof Baden nach Bremgarten (über Stetten bzw. Mellingen), Mägenwil und Berikon-Widen. An Wochenenden verkehrt ein Nachtbus von Baden über Dättwil und Mellingen nach Bremgarten. Von 1877 bis 2004 besass Dättwil einen Bahnhof an der Eisenbahnlinie Zofingen–Lenzburg–Wettingen–Winterthur; der Personenverkehr wurde aufgegeben, seither findet sporadisch Güterverkehr statt.

## Sehenswürdigkeiten

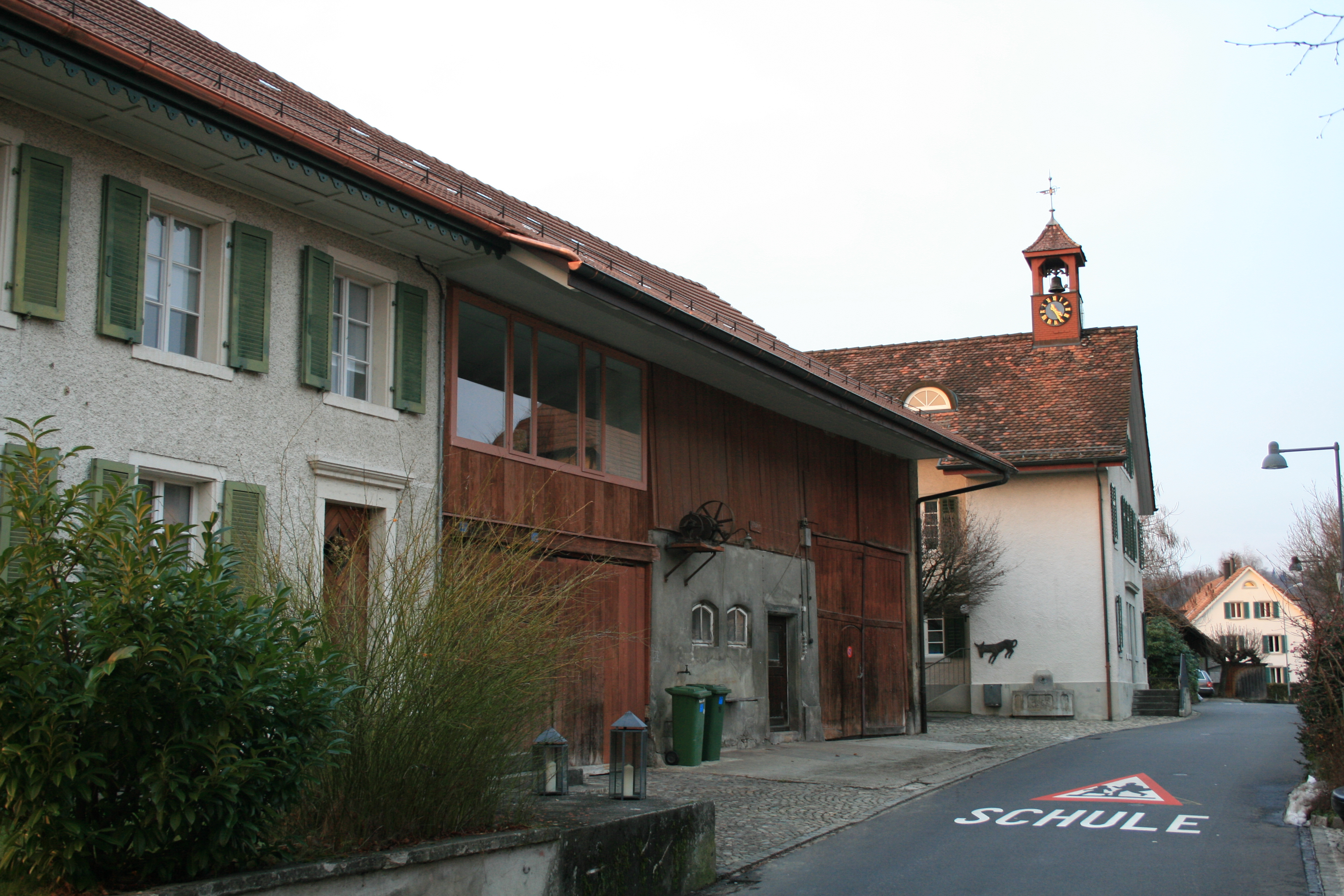
Das alte Schulhaus von Dättwil
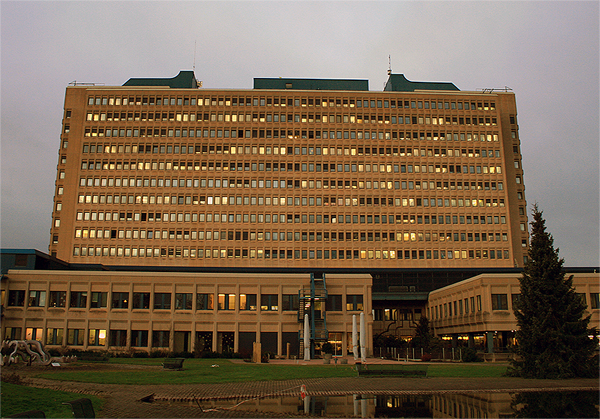
Kantonsspital Baden
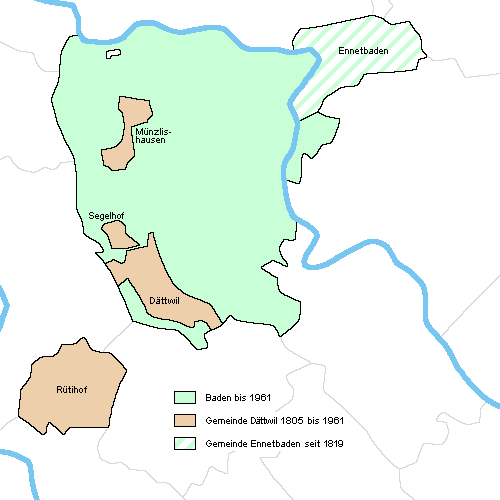
Karte der alten Gemeindegrenzen

## Persönlichkeiten
- Ambros Speiser (1922–2003), erster Forschungsleiter der Firma Brown, Boveri & Cie. (BBC, heute ABB). Plante und entwickelte das neue Forschungszentrum Segelhof in Dättwil.
- Robert Obrist (1937–2018), Architekt
- Salvatore Mainardi (* 1954), Maler und Grafiker, wohnt in Dättwil[8][9]